# Bordes de Envalira
Bordes de Envalira (en catalán Bordes d'Envalira) es un pueblo situado en la parroquia o común de Canillo, en el Principado de Andorra. Establecido entre 1900 y 1980 metros de altitud sobre el nivel del mar, está prácticamente despoblado. Los únicos edificios existentes pertenecen a las infraestructuras hoteleras de la zona.

## Estación de esquí de Grandvalira
En los comienzos de la segunda década del siglo XXI el turismo estaba haciendo que este pequeño pueblo resurgiera. La cercana estación de esquí de Grandvalira es una gran ayuda para la ocupación de los hoteles. El área esquiable del Peretol fue adquirida por Grandvalira y equipada con dos telesquíes. En esa misma época se estudió un proyecto para trasladar a los esquiadores desde Bordes de Envalira hasta el Pla de les Pedres, en Grandvalira que aún no se ha realizado. 
- Datos: Q5732148
- Multimedia: Les Bordes d'Envalira / Q5732148